# 1672
Епоха великих географічних відкриттів •  Перша наукова революція • Річ Посполита •  Запорозька Січ •  Руїна

## Геополітична ситуація
Османську імперію очолює Мехмед IV (до 1687). Під владою османського султана перебувають Близький Схід та Єгипет, Середземноморське узбережжя Північної Африки, частина Закавказзя, значні території в Європі: Греція, Болгарія і Сербія. Васалами османів є Волощина та Молдова.
Священна Римська імперія — наймогутніша держава Європи. Її територія охоплює, крім німецьких земель, Угорщину з Хорватією, Богемію, Північну Італію. Її імператор — Леопольд I Габсбург (до 1705).
Габсбург Карл II Зачарований є королем Іспанії (до 1700). Йому належать Іспанські Нідерланди, південь Італії, Нова Іспанія, Нова Гранада та Нова Кастилія в Америці, Філіппіни. Королем Португалії формально є Альфонсу VI при регентстві молодшого брата Педру II. Португалія має володіння в Бразилії, в Африці, в Індії, в Індійському океані й Індонезії.
Північ Нідерландів займає Республіка Об'єднаних провінцій. Вона має колонії в Північній Америці, Індонезії, на Формозі та на Цейлоні. Король Франції — Людовик XIV (до 1715). Франція має колонії в Північній Америці. Король Англії — Карл II Стюарт (до 1685). Англія має колонії в Північній Америці, на Карибах та в Індії. Король Данії та Норвегії — Кристіан V (до 1699), король Швеції — Карл XI (до 1697). На Апеннінському півострові незалежні Венеціанська республіка та Папська область. Королем Речі Посполитої є Міхал Корибут Вишневецький (до 1673). Царем Московії є Олексій Михайлович (до 1676).
Україну розділено по Дніпру між Річчю Посполитою та Московією. Діють три гетьмани: Петро Дорошенко, Михайло Ханенко, Іван Самойлович. На півдні України існує Запорозька Січ. Існують Кримське ханство, Ногайська орда.
В Ірані правлять Сефевіди.
Значними державами Індостану є Імперія Великих Моголів, в якій править Аурангзеб, Біджапурський султанат, султанат Голконда. В Китаї править Династія Цін. У Японії триває період Едо.

## Події

### В Україні
- Почалася Польсько-турецька війна, що триватиме до 1676 року. Бойові дії відбуватимуться на території України.
  - Османського-козацьке військо взяло в облогу й захопило Кам'янець.
  - Польський гетьман Ян III Собєський здійснив успішних похід проти татарських чамбулів.
  - 20 вересня почалася облога османсько-козацьким військом Львова.
  - 28 жовтня укладено Бучацький мирний договір, що завершив перший етап війни.
- Кошовим отаманом Війська Запорізького обрано Євсевія Шашопа, польовим гетьманом Степана Вдовиченка.
- 13 березня лівобережного гетьмана Дем'яна Ігнатовича (Многогрішного) внаслідок заколоту усунено від гетьманської влади.
- 17 червня лівобережним гетьманом обрано Івана Самойловича.
- Степан Вдовиченко очолив невдалий похід проти татар, утік, був схоплений і страчений Самойловичем.

### У світі

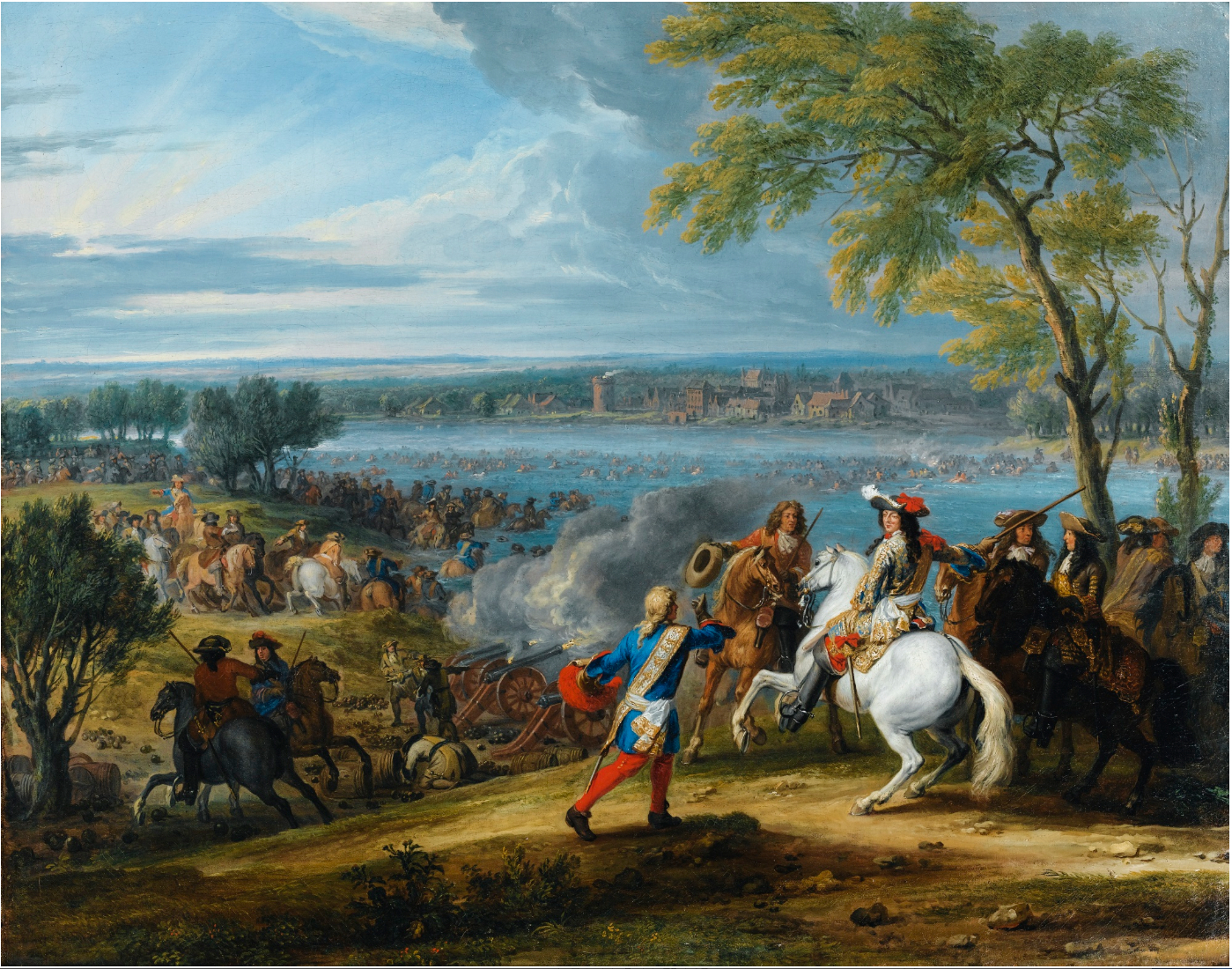
Людовик XIV переходить через Рейн.

- У Єрусалимі відбувся синод Православної церкви, присвячений захисту православних догм від загрози протестантизму.
- У Нижньому Новгороді відбулося масове самоспалення старовірів.
- 17 березня Англія оголосила війну Нідерландам. Почалася Третя англо-голландська війна.
- 8 квітня Франція оголосила війну Нідерландам. Почалася Франко-голландська війна.
- 1 червня в Нідерланди ввели війська Мюнстер і Кельн.
- 7 червня поблизу Соулбея відбулася морська битва між англо-французьким флотом та нідерландським. Вона не визначила переможця.
- 12 червня французькі війська перейшли через Рейн і окупували Утрехт.
- 20 червня нідерландці відкрили шлюзи й затопили польдери, щоб відвести загрозу від Амстердама.
- 4 липня Вільгельм Оранський став штадтгальтером Голландії, 16-го — Зеландії.
- 20 серпня натовп убив у Гаазі великого пенсіонарія Яна де Вітта.
- На підмогу нідерландцям прийшли шведи, австрійці та бранденбуржці.
- В Угорщині спалахнуло антигабсбурзьке повстання куруців.

## Наука та культура
- Джованні Кассіні відкрив супутник Сатурна Рею.
- Георг Мор довів теорему Мора — Маскероні, яка стверджує, що всі геометричні побудови лінійкою та циркулем можна виконати тільки циркулем.
- У Франції почала виходити газета Меркюр де Франс.
- У Лондоні згорів Королівський театр на Друрі-Лейн.

## Народились
Див. також Категорія:Народились 1672
- 9 червня — Петро І (Петро Олексійович Романов), московський цар у 1682—1721 роках, імператор Російської імпеії у 1721–1725 роках.
- 11 жовтня — Пилип Орлик, гетьман України в 1710—1742 роках.
- Жіль-Марі Опенордт — французький художник, один із основоположників рококо.

## Померли
Див. також Категорія:Померли 1672
- 6 листопада — у Дрездені у віці 87 років помер німецький композитор і придворний капельмейстер Генріх Шютц